# 程頤

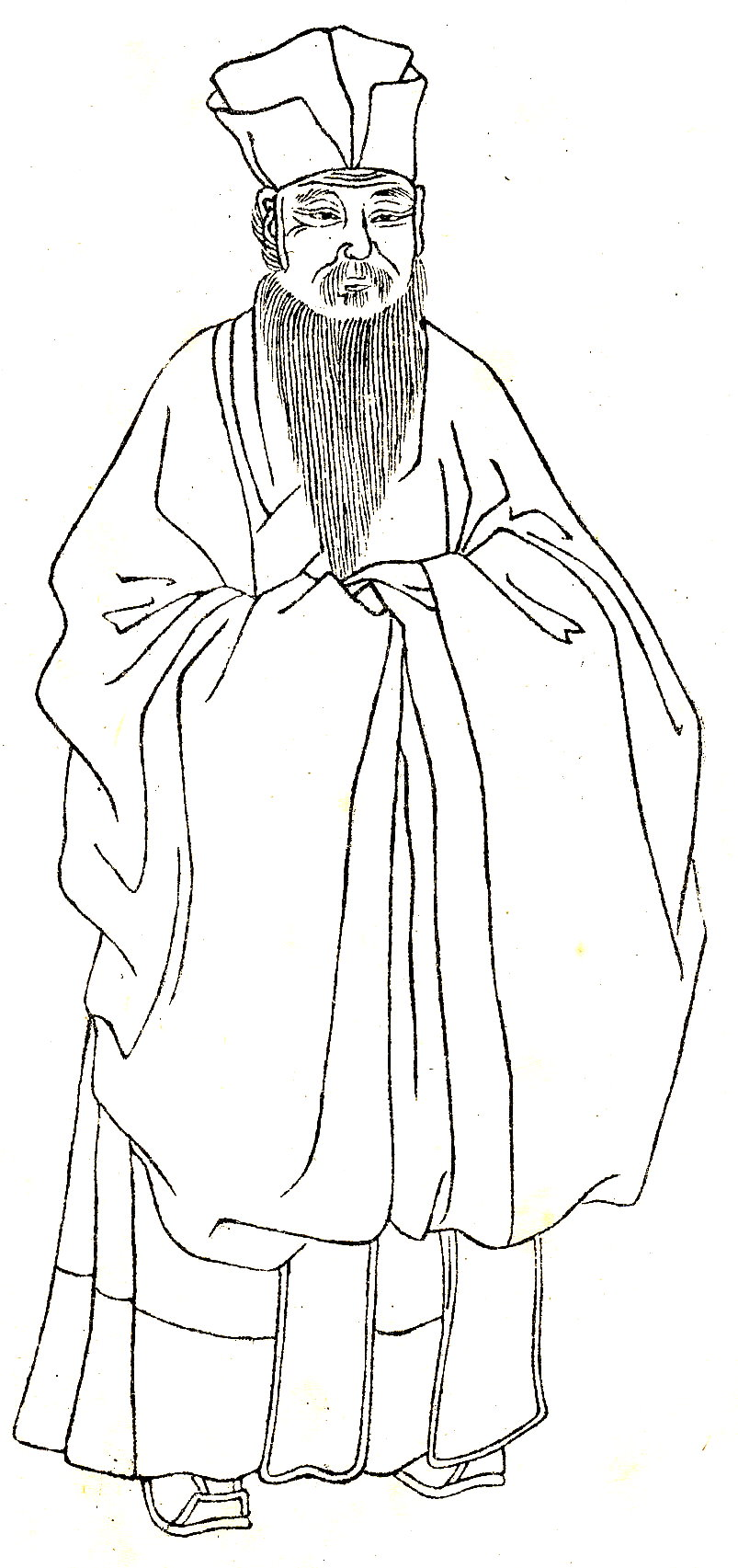
程頤・『晩笑堂竹荘畫傳』より

程 頤（てい い、明道2年（1033年）- 大観元年9月17日（1107年10月5日））は、中国北宋時代の儒学者。字は正叔。伊川先生と称された。兄の程顥とともに朱子学・陽明学の源流の一人で、兄とあわせ「二程子」と呼ばれる。

## 略伝と性格
河南府伊陽県の出身。祖父の程遹は黄州黄陂県令に任ぜられ黄陂で没した。その子である程珦はまだ幼く洛陽には戻れず黄陂にそのまま住み、県尉の地位に就いた。程頤と程顥は程珦が黄陂県尉だった時の子である。程頤は兄とともに14歳頃から周敦頤に学び、24歳頃から胡安定の教えを受ける。学問修養によって誰でも聖人になれるという趣旨を性善説の立場から論述した『顔子好学論』によって胡安定に認められ、大学の教官に推薦された。同じ頃皇帝に上書して理想政治に志があることを示したが、27歳で進士の最終試験に失敗してからは仕官を断念し、学問に専念した。
54歳の時、司馬光などの熱心な推挙により哲宗の講官（侍講）に就任したが、性格が謹厳に過ぎその非妥協的な言動が同僚との軋轢を生じ、特に蘇軾やその門下生と争い、まもなく朝廷を追われた。晩年はおおむね不遇であり、涪州に左遷されたこともある。

## 思想
程頤の学問は、兄・程顥の直覚的な学風とは対照的である。従来のように陰陽の二気を即宇宙の原理・「道」とするのではなく、「道」は陰陽の根拠・原理であると同時に、陰陽二気の働きによって創りだされた現象世界に内在し、それぞれの事物の「理」となっていると説く。これを「理一分殊」という。「気」を質料とするのは他の学者と同じであるが、「気」の存在や運動の因となるもの、形相としての「理」の存在を認めたのである。一物の理は、宇宙全体の理と同一であると考えることによって、道徳の淵源である「道」の尊厳を保ち、人の「性」をも「理」であると考える。「理」に絶対善・精神性をあて、「気」に相対性・物質性を与える。物質的なものの中にひそむ理を窮めることにより、人の「性」は本来の善を取りもどす。程頤は『大学』の「格物」をこのように「物の理を窮める」ことと理解した。程頤の理気二元論、「性即理」「格物」などの発想は朱熹に継がれた。主著は『周易程氏伝』『経説』など。

## 関連図書
- 楠本正継『宋明時代儒学思想の研究』（広池学園出版部）1962年
- 市川安司『程伊川哲学の研究』（東京大学出版会）1964年
- 本田濟『易経講座（上巻・下巻）』（斯文会）ISBN 978-4896191806 / ISBN 978-4896191813